# Перниола, Микеле
Микеле Перниола (итал. Michele Perniola, род. 6 сентября 1998, Паладжано, Италия) — итальянский певец.
Совместно с Анитой Симончини представил Сан-Марино на Евровидении 2015 в Вене с песней «Chain of Lights». Кроме того, в 2015 году Микеле представлял Италию и на Новой волне.